# Osticythere
Osticythere is een geslacht van kreeftachtigen uit de klasse van de Ostracoda (mosselkreeftjes).

## Soorten
- Osticythere baragwanathi (Chapman & Crespin in Chapman, Crespin & Keble, 1928) Mckenzie, 1982 †
- Osticythere reticulata Hartmann, 1980